# Stachyphrynium spicatum
Stachyphrynium spicatum là một loài thực vật có hoa trong họ Marantaceae. Loài này được (Roxb.) K.Schum. miêu tả khoa học đầu tiên năm 1902.